# Yumeiro Patissiere
Yumeiro Patissiere (яп. 夢色パティシエール, «Великолепный кондитер») — сёдзё-манга Нацуми Мацумото, выходившая с октября 2008 по июнь 2011 в журнале Ribon. Общее количество изданных томов составило 10. В 2011 году манга получила премию издательства Shogakukan как лучшая в категории «для детей».
Одноимённое аниме создано студиями Studio Pierrot и Studio Hibari.

## Сюжет
Сюжет повествует о молодой девушке Итиго Амано (яп. 天野いちご Амано Итиго), которая первоначально не обнаруживает у себя особых талантов. Фактически, четырнадцатилетняя Итиго ничего не умеет, кроме поедания сладостей. Однажды она попадает на кулинарный фестиваль и встречает профессионального кондитера Анри Луку (яп. アンリ・リュカス), поражённого её превосходным вкусом. В итоге Итиго решает стать кондитером, как и её бабушка, и поступает в японское отделение кулинарной академии Святой Марии.
Во второй части сюжета рассказывается о том, как после двухлетней стажировки во Франции Итиго возвращается в Японию с целью окончания обучения в академии Св. Марии. Вместе с тремя талантливыми кондитерами Касино, Андо и Ханабусой она собирается покорить ещё большие высоты, однако вскоре команда распадается. И тогда Анри приглашает её принять участие в новом проекте. Её задачей становится открытие и содержание магазинчика сладостей.

## Персонажи

### Основные
- Итиго Амано (яп. 天野いちご Амано Итиго, «Итиго» — «клубника») — молодая четырнадцатилетняя девушка, которая обожает есть сладости и постоянно думает о еде. Она весёлая, наивная и невинная девушка. Очень неуклюжа, способна упасть на ровном месте. Благодаря потрясающему вкусу способна определить с одного кусочка ингредиенты любого блюда. Из-за любви к сладостям и желания пойти по стопам бабушки переводится в академию Святой Марии, где обучают кондитерскому делу. Благодаря рекомендации профессионального кондитера Анри Луки, Итиго попадает в класс А к «принцам сладостей». Её мечта создать сладости, которые заставляли бы людей улыбаться. Она совершенствует свои навыки, и в итоге становится отличным кондитером и даже выигрывает Мировой Гран-при, создав свой собственный клубничный торт. Влюблена в Касино, но не может долго признаться себе. Лучшая подруга Руми. Разрывается между Джонни и Макото.

Сэйю — Аой Юки.
- Сэнносукэ Андо (яп. 安堂千乃介 Андо: Сэнносукэ) — один из «принцев сладостей» класса А. Природа одарила его высокими знаниями и добротой. Специализируется на японских сладостях. Рос в семье, содержащей собственный магазин, из-за чего привык всё делать сам. Во всём поддерживает коллег, чем вызывает у них приятное впечатление о себе. Мечтает открыть филиал магазина Юмэцуки и воссоздать максимальную гармонию между японскими и западными сладостями.

Сэйю — Синъя Хамадзоэ.
- Сацуки Ханабуса (яп. 花房五月 Ханабуса Сацуки) — второй «принц сладостей». Специализируется на украшениях и скульптурах. Делает прекрасные цветы, чаще всего розы. Романтичен и хорошо ведёт себя с девушками. Как например, при первой встрече с Итиго подарил ей букет роз, сделанных из сладостей. Зелёные глаза и зелёные волосы делают его несравненным красавчиком.

Сэйю — Цубаса Ёнага.
- Макото Касино (яп. 樫野真 Касино Макото) — третий «принц сладостей» и превосходный шоколатье, который много практикуется в темперировании шоколада. Добрый и симпатичный молодой человек, однако не очень дружелюбный. В него безответно влюблена дочь директора компании по производству шоколада, поскольку самому Макото нравится Итиго.

Сэйю — Нобухико Окамото.
- Анри Лука (яп. アンリ・リュカス) — профессиональный кондитер. Учился в академии Святой Марии в Париже, а впоследствии там же преподавал. Мечтает найти таланты, способные продвинуть застывшее на месте кондитерское дело, таких как Итиго.

Сэйю — Дайсукэ Кисио.
- Мари Тэннодзи (яп. 天王寺麻里 Тэнно:дзи Мари) — лучшая студентка в японском отделении и любимая ученица Анри-сэнсэя, в которого влюблена. Она много практиковалась в совершенствовании свои навыков кондитера и однажды выиграла Мировой Гран-при.

Сэйю — Эри Китамура.
- Мия Косиро (яп. 小城美夜 Косиро Мия) — дочь богатого директора компании по производству шоколадной продукции. Безответно влюблена в Касино. Очень надоедлива, но иногда может оказаться полезной.

Сэйю — Саюри Яхаги.
- Лимон Ямагиси (яп. 山岸れもん Ямагиси Рэмон) — девочка, переведшаяся в японское отделение, чтобы встретиться с Итиго, о которой постоянно говорил Анри-сэнсэй. В итоге оказалась с ней в классе А.

Сэйю — Мария Исэ.
- Мияби Касино (яп. 樫野麻月 Касино Мияби) — старшая сестра Макото, которая так же, как и все члены его семьи, противостоит его желанию стать кондитером. Решает похитить его и переубедить, но попробовав торт сделанный группой А, одобряет мечту брата.
- Нихонго Джонни МакБил — Двоюродный брат Косиро Мии, живет в Америке. Поднимает девушек когда здоровается. Влюблен в Итиго, часто соперничает с Макото. Катается на своем скутере. Одевается как ковбой. Прогуливает уроки. В группе А вместе с Лимон и Итиго

### Духи сладостей
- Ваниль (яп. 樫野真) — дух сладостей Итиго. Постоянно соперничает с Шоколад.

Сэйю — Аяна Такэтацу.
- Шоколад (яп. ショコラ) — дух сладостей Касино. Очень гордая и считает себя взрослой. Не устаёт ссориться с Ваниль.

Сэйю — Юри Ямаока.
- Карамель (яп. キャラメル) — дух сладостей Андо. Старше всех остальных духов, но как и Итиго, неуклюжая. Очень плаксивая и много чего боится.

Сэйю — Маю Иино.
- Кофе (яп. カフェ) — дух сладостей Ханабусы. Спокойный и внимательный джентльмен. Способен приготовить кофе, после которого вся сонливость пропадает.

Сэйю — Сатика Мисава.
- Каштан (яп. マロン) — дух сладостей Косиро. Самовлюблённая и любит дразнить остальных, тем, что она лучше их. Долгое время была без партнёра, так как не могла найти подходящую ей кандидатуру.

Сэйю — Саюри Яхаги.
- Мёд (яп. ハニー) — дух сладостей Тэннодзи.

Сэйю — Эри Китамура.
- Мята (яп. ミント) — милый дух сладостей Ямагиси. Самая младшая из всех Духов.

Сэйю — Юй Огура.

## Музыкальные композиции

### Yumeiro Patissiere
Открывающая композиция аниме
- «Yume ni Yell! Patissiere» (исполняет Маюми Годзё)

Закрывающая композиция аниме
- «Ichigo no Miracle» (исполняет Юкина Сугихара)

### Yumeiro Patissiere SP Professional
Открывающая композиция аниме
- «Sweet Romance» (исполняет Маюми Годзё)

Закрывающая композиция аниме
- «Home Made Happy» (исполняет Primavera)